# Lymantria lutescens
Lymantria lutescens är en fjärilsart som beskrevs av Aurivillius 1920. Lymantria lutescens ingår i släktet Lymantria och familjen tofsspinnare. Inga underarter finns listade i Catalogue of Life.